# Michi Panero
José Moisés Santiago Panero Blanc més conegut pel pseudònim de Michi Panero o simplement Michi, també anomenat, equívocament per alguns mitjans de comunicació, Miguel Panero (Madrid, 14 de setembre de 1951 – Astorga, Lleó, 16 de març de 2004) fou un escriptor i columnista espanyol. Fou el fill petit del poeta Leopoldo Panero i Felicidad Blanc. Va ser l'autor de l'argument de la pel·lícula El desencanto, de Jaime Chávarri que narra les vivències de la seva família. Fou germà dels poetes Juan Luis Panero i Leopoldo María Panero.

## Biografia
Michi fou el tercer i darrer fill del matrimoni format per Felicidad Blanc i Leopoldo Panero, un dels representats de l'anomenada poesia arrelada del panorama literari de la postguerra, al qual se suposava en bona sintonia amb el règim de Franco. Rep els noms de José i Moisés en honor dels avis matern i patern respectivament, i el de Santiago li ve pel fet que el seu pare escrivia un poema llarg sobre l'apòstol Sant Jaume, patró d'Espanya, en el moment del seu naixement. Els seus germans, però, deformen el seu nom de manera que tant en l'àmbit familiar com, després, en tots els àmbits, serà conegut amb el nom de Michi. Michi naix a Madrid i passa la seva intanfesa entre aquesta ciutat i les estades a l'estiu a Astorga i Castrillo de las Piedras (Lleó). Com el seu germà Leopoldo Maria, assisteix al Liceo Italiano de Madrid.